# San Bartolomeo dei Vaccinari
San Bartolomeo dei Vaccinari, även benämnd Santo Stefano de Arenula, var en kyrkobyggnad i Rom, helgad åt aposteln Bartolomaios och ursprungligen åt den helige martyren Stefanos. Kyrkan var belägen vid dagens Via di San Bartolomeo de' Vaccinari i Rione Regola. Kyrkan revs år 1885 för att möjliggöra uppförandet av Tiberkajerna (muraglioni). Tillnamnet ”Vaccinari” syftar på Confraternita dei Vaccinari, garvarnas skrå.

## Kyrkans historia
Kyrkan uppfördes sannolikt under högmedeltiden. Den nämns i en bulla promulgerad 1186 av påve Urban III; bullan uppräknar den bland filialerna till församlingskyrkan San Lorenzo in Damaso. Därtill förekommer den i Il catalogo Parigino (cirka 1230) som s. Stephanus de Baccinariis, i Il catalogo di Torino (cirka 1320) som Ecclesia sancti Stephani de Arenula och i Il catalogo del Signorili (cirka 1425) som sci. Stephani in victimariis.
Arkeologiska fynd har visat att boskap slaktades i närheten av kyrkan under medeltiden. Med tiden etablerade sig garvare i grannskapet. På 1300-talet var kyrkan församlingskyrka, men denna rätt upphävdes år 1570, då den överläts av påve Pius V till garvarnas skrå, som tidigare hade innehaft kyrkan San Paolo alla Regola. Detta skrå ändrade då dedikationen från Stefanos till Bartolomaios, som var deras skyddspatron. Enligt traditionen led aposteln Bartolomaios martyrdöden genom att bli flådd levande.
Skrået byggde om kyrkan år 1723 och den fick en elliptisk grundplan. Kyrkan restaurerades år 1827. Under 1880-talet genomfördes omfattande omstruktureringar av stadsplanen i området och 1885 revs San Bartolomeo dei Vaccinari. Interiören hade sedan en tid före rivningen nyttjats som förvaringsrum.
Högaltarmålningen var utförd av Giovanni de' Vecchi och föreställde Den helige Bartolomaios martyrium. Två av de fyra sidokapellens altartavlor var utförda av Jacopo Zoboli och Francesco Ragusa. Takfresken var ett verk av Niccolò Circignani, kallad Il Pomarancio. Interiören hade åtta korintiska halvkolonner, fyra på var sida, och dess stuckutsmyckning var rik. I absidens halvkupol satt Den helige Andes duva i stuck, omgiven av putti. Korets fresker var ett verk av Michelangelo Cerruti. Det första kapellet på höger hand var invigt åt Jungfru Maria och hade en målning av Cerruti, föreställande Jungfru Maria med helgon. Det andra kapellet hade en tavla av nämnde Zoboli. De bägge kapellen till vänster hade altarmålningar av Cerruti; det närmast koret var invigt åt den helige Stefanos och hade målningen Den helige Stefanos martyrium.
Högaltaruppsatsen med marmor och förgylld brons fördes senare till en kyrka i Assab i Eritrea, som då  utgjorde en italiensk koloni.

## Bilder
| - San Bartolomeo dei Vaccinari (vid den röda pilen) på Rodolfo Lancianis karta över Rom från 1893–1901. |

### Fotnoter
1. ↑  Armellini 1891, s. 399.
2. 1 2 3 4 5 6 7  Lombardi 1998, s. 210.
3. 1 2  Hülsen 1927, s. 473.
4. ↑  ”Il catalogo Parigino (circa il 1230)”. Christian Hülsen – Le chiese di Roma nel medio evo. http://penelope.uchicago.edu/Thayer/I/Gazetteer/Places/Europe/Italy/Lazio/Roma/Rome/churches/_Texts/Huelsen/HUECHI*/1/5.html#211. Läst 22 september 2016.
5. ↑  ”Il catalogo di Torino (circa il 1320)”. Christian Hülsen – Le chiese di Roma nel medio evo. http://penelope.uchicago.edu/Thayer/I/Gazetteer/Places/Europe/Italy/Lazio/Roma/Rome/churches/_Texts/Huelsen/HUECHI*/1/6.html#349. Läst 22 september 2016.
6. ↑  ”Il catalogo del Signorili (cr. 1425)”. Christian Hülsen – Le chiese di Roma nel medio evo. http://penelope.uchicago.edu/Thayer/I/Gazetteer/Places/Europe/Italy/Lazio/Roma/Rome/churches/_Texts/Huelsen/HUECHI*/1/7.html#25. Läst 22 september 2016.
7. ↑  Nibby 1838, s. 128.
8. ↑  Titi 1763, s. 99.